# عملة 20 ين
عملة 20 ين (二十圓硬貨) كانت فئة من الين الياباني. سكت هذه العملة من الذهب وكانت وقت إصدارها هي أعلى فئة من العملات المعدنية المتداولة في البلاد. سكت العملات المعدنية الأولى في عام 1870 بعد إدخال نظام العملة العشري. أصدرت عملات عشرين ين في ثلاثة عصور إمبراطورية مختلفة قبل توقف سكها في عام 1932. صهرت العديد من هذه العملات المعدنيةا نتيجة للحروب بين عامي 1931 و1945. ويجمعها الآن علماء العملات للدراسة الأكاديمية وجامعي العملات.

## التاريخ
فكرت الحكومة اليابانية في اعتماد معيار الذهب في وقت مبكر من ديسمبر عام 1870 بعد أن سمعت عن تطبيقه في الولايات المتحدة. استخدم هذا النظام رسميًا في 10 مايو 1871 لتحديد معايير سك 20 ين. توقف إصدار العملات الذهبية في النهاية لأن لوائح العملات لم تنظم السك بشكل يضمن عدم استنزاف الذهب وأيضا جزئيًا إلى إصدار كميات كبيرة من العملات الورقية. توقف سك عملة 20 ين في عام 1877، وتلك التي سكت في عام 1880 كانت فقط لتعرض لكبار الشخصيات ورؤساء الدول الزائرين.
اعتمد قانون إصلاح جديد للعملة في 26 مارس 1897 والذي أعيد فيه سك عملة 20 ين الذهبية. خفضت هذه المعايير الجديدة حجم العملة ووزنها، وأصبح القطر الجديد 28.78 ملم (35.06 ملم سابقًا) وخفض الوزن من 33.3 جرامًا إلى 16.6 جرامًا. سكت أكثر من 1.5 مليون قطعة نقدية خلال هذا العام قبل توقف الإنتاج حتى عام 1904. ثم استمر سك عملة 20 ين بعد عهد الإمبراطور ميجي إلى عهد الإمبراطور تايشو حتى توقف سك العملة في عام 1920. وجاء قرار وقف سك قطعة 20 ين بعد استنزاف احتياطيات الذهب اليابانية، استقرت هذه الاحتياطيات في النهاية وبدأ سك العملات مرة أخرى في عام 1930. ولكن لم تكن عملات هذا الإصدار للتداول.
سكت العملة لفترة قصيرة في عهد الإمبراطور شووا حتى تخلت اليابان عن معيار الذهب في ديسمبر 1931. أسباب ذلك هو الاستنزاف الدائم لاحتياطيات الذهب اليابانية وأن السماح بانخفاض قيمة الين من شأنه أن يساعد نمو الاقتصاد. سكت عملة 20 ين ذهبية آخر مرة في عام 1932، ومن المجهول عدد العملات المعدنية التي صهرت في وقت لاحق من عصر شووا. احتفظ ببعض هذه العملات المعدنية في خزائن البنوك لعقود من الزمن قبل أن تعرض في منتصف العقد الأول من القرن الحادي والعشرين.

## الحجم والوزن
| الصورة | الفترة    | الحجم     | الوزن      |
| ------ | --------- | --------- | ---------- |
|        | 1870–1880 | 35.06 ملم | 33.33 جرام |
|        | 1897–1932 | 28.78 ملم | 16.66 جرام |

## الإصدارات

### ميجي

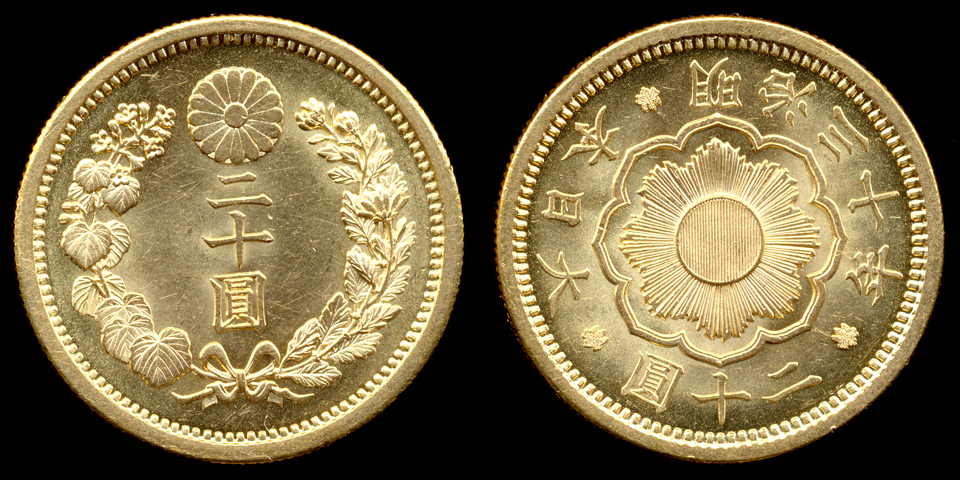
عملة 20 يين إصدار 1897 (عام 30)
التصميم 2 - (1897 - 1912)

فيما يلي أرقام سك عملة 2 ين لتي سكت بين العامين الثالث والخامس والأربعين (الأخير) من حكم الإمبراطور ميجي. تبدأ جميع النقوش على العملات المعدنية لهذه الفترة بالرمز الياباني 明治 (ميجي). إصدار عام 1892 لم يطرح للتداول.

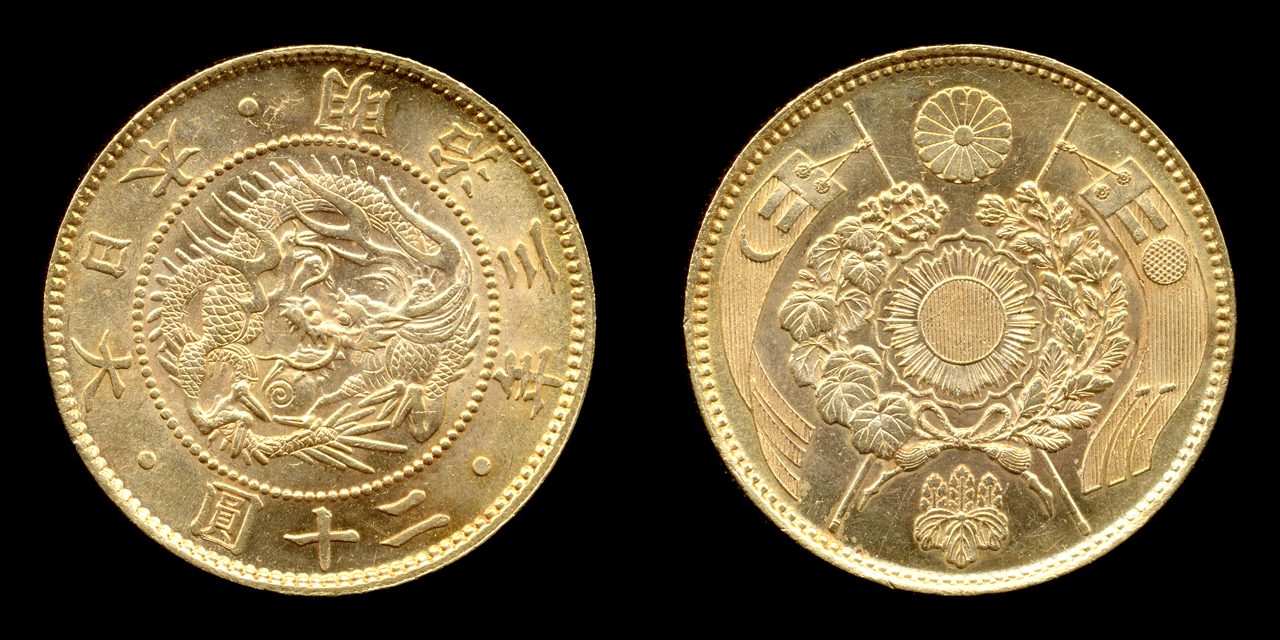
عملة 20 ين من عام 1870 (عام 3)
التصميم 1 - (1870 - 1892)

| السنوات | تقويم ياباني | تقويم ميلادي | العدد       |
| ------- | ------------ | ------------ | ----------- |
| 3       | 三           | 1870         | 46٬139      |
| 5       | 五           | 1872         | 42٬845      |
| 6       | 六           | 1873         | 3٬251       |
| 9       | 九           | 1876         | 954         |
| 10      | 十           | 1877         | 29          |
| 13      | 三十         | 1880         | 103         |
| 25      | 五十二       | 1892         | غير متداولة |
| 30      | 十三         | 1897         | 1٬861٬000   |
| 37      | 七十三       | 1904         | 2٬759٬470   |
| 38      | 八十三       | 1905         | 1٬045٬904   |
| 39      | 九十三       | 1906         | 1٬331٬332   |
| 40      | 十四         | 1907         | 817٬363     |
| 41      | 一十四       | 1908         | 458٬082     |
| 42      | 二十四       | 1909         | 557٬882     |
| 43      | 三十四       | 1910         | 2٬163٬644   |
| 44      | 四十四       | 1911         | 1٬470٬057   |
| 45      | 五十四       | 1912         | 1٬272٬450   |

### تايشو
فيما يلي أرقام إصدار 20 ين التي سكت من العام الأول إلى العام التاسع من حكم الإمبراطور تايشو.
| السنوات | تقويم ياباني | تقويم ميلادي | العدد     |
| ------- | ------------ | ------------ | --------- |
| 1st     | 元           | 1912         | 177٬644   |
| 2nd     | 二           | 1913         | 869٬248   |
| 3rd     | 三           | 1914         | 1٬042٬890 |
| 4       | 四           | 1915         | 1٬509٬960 |
| 5       | 五           | 1916         | 2٬376٬641 |
| 6       | 六           | 1917         | 6٬208٬885 |
| 7       | 七           | 1918         | 3٬118٬647 |
| 8       | 八           | 1919         | 1٬531٬217 |
| 9       | 九           | 1920         | 370٬366   |

### شووا
فيما يلي أرقام سك 20 ين بين العامين الخامس والسابع من حكم الإمبراطور هيروهيتو. تبدأ جميع النقوش على العملات المعدنية في هذه الفترة بالرمز الياباني 昭和 (Shōwa).
| السنوات | تقويم ياباني | تقويم ميلادي | العدد      |
| ------- | ------------ | ------------ | ---------- |
| 5       | 五           | 1930         | 11٬055٬500 |
| 6       | 六           | 1931         | 7٬526٬476  |
| 7       | 七           | 1932         | مجهول      |